# Scaphochlamys lanceolata
Scaphochlamys lanceolata là một loài thực vật có hoa trong họ Gừng. Loài này được Henry Nicholas Ridley miêu tả khoa học đầu tiên năm 1907 dưới danh pháp Gastrochilus lanceolata (đúng ra là Gastrochilus lanceolatus do Gastrochilus là danh từ giống đực). Năm 1950, Richard Eric Holttum chuyển nó sang chi Scaphochlamys.

## Mẫu định danh
Mẫu định danh: Ridley H.N. thu thập tháng 12 năm 1892 tại núi Panti (gunung Panti), bang Johor, Malaysia bán đảo. Mẫu holotype lưu giữ Vườn Thực vật Hoàng gia tại Kew (K).

## Phân bố
Loài này có tại bang Johor, miền nam Malaysia bán đảo. Được tìm thấy trên các sườn dốc trong Khu bảo tồn rừng Panti.

## Mô tả
Cây thảo thân rễ cao 20–30 cm. Thân rễ bò lan, dạng gỗ khá thanh mảnh. Các chồi lá cách nhau khoảng 1 cm. Chồi lá ngắn, chứa 1-3 lá, mặt trên lá màu xanh lục sáng với vạch dọc màu trắng, mặt dưới hơi có lông, hình mác-hình elip hơi lệch, hẹp tại đáy, đỉnh tù, khá cứng, dài 10–12 cm rộng 3–5 cm, nhẵn nhụi, cuống lá dài 2–3 cm, bẹ dài ~3 cm, các thùy lưỡi bẹ hình tam giác. Cành hoa bông thóc dài gần như cuống lá, cuống cụm hoa dài ~1 cm, cán hoa rất ngắn, cụm hoa hình nón ngược. Lá bắc 5, xếp chồng, mọc gần như thẳng đứng, hình từ thẳng đến hình mác gần nhọn, hẹp, dài 2-2,5 cm, gần như nhẵn nhụi, hình dạng giống như ở Scaphochlamys lancifolius, kết cấu rắn chắc, mép không quăn, đỉnh nhọn đột ngột. Lá bắc con dài ~2 cm, hình mác. Hoa màu trắng. Đài hoa dạng mo, tù, với bầu nhụy dài 1,2 cm. Ống tràng dài 2,5-2,7 cm, thanh mảnh, các thùy tràng hình mác dài tới 1,5 cm, nhọn. Nhị lép hẹp hơn. Cánh môi hình nêm ngược, dài 1,3 cm. Mào bao phấn rộng lớn, đỉnh cắt cụt. Chỉ nhị khá dài, thẳng.
Rất giống với S. malaccana và có thể chỉ là một thứ của loài này.